# Boophis septentrionalis
A Boophis septentrionalis a kétéltűek (Amphibia) osztályába, a békák (Anura) rendjébe és az aranybékafélék (Mantellidae) családjába tartozó faj.

## Előfordulása
Madagaszkár északi részén, a Montagne d'Ambre Nemzeti Parkban, az Forêt d'Ambre természetvédelmi területen, Andapa környékén és a Tsaratanana szigorúan védett természetvédelmi területen honos, 379–1150 m-es magasságban.

## Megjelenése
A hímek hossza 34-37 mm, a nőstényeké 48-52 mm. Háta zöld színű, általában világoszöld foltokkal, hátának oldalsó részén sárgás sávval. Írisze bézs színű, barnás árnyalattal, körülötte kék színnel.

## Természetvédelmi helyzete
Bár élőhelyének háborítását tolerálja, populációjának mérete csökkenő tendenciát mutat. Fő veszélyt élőhelyének elvesztése jelenti a mezőgazdasági tevékenység, a fakitermelés, a faszéngyártás, az eukaliptusz fajok invazív terjedése, a legeltetés és az emberi települések terjeszkedése miatt.